# Varietet (botanik)
 For alternative betydninger, se Varietet. (Se også artikler, som begynder med Varietet)
| Biologisk klassifikation                                                             |
| ------------------------------------------------------------------------------------ |
| Domæne Rige Række / Division Klasse Orden Familie Tribus Slægt Art Underart Varietet |

I botanikkens videnskabelige sprog er varietet et niveau under underart. Varieteter benævnes med et treleddet navn (se eksempler nedenfor). Normalt har varieteterne geografisk adskilte oprindelsessteder, der betyder, at de forskellige varieteter inden for samme art afviger tydeligt fra hinanden, når det drejer sig om udseendet. Derimod kan de let krydses indbyrdes og få levedygtigt og frugtbart afkom.
I et lidt mere dagligdags sprog kan en varietet, der er formeret vegetativt, – i yderste konsekvens – bestå af ét enkelt individ ("kerneplanten"). I så fald bruger man ofte begrebet klon om de individer, der frembringes derfra.

## Formelle krav
- For plantedyrkere, der er underlagt UPOV-konventionen, er ordene "varietet" og "plantevarietet" begreber, der har gyldighed for domstolene i forbindelse med erstatningssager o.lign.
- I det zoologiske fagsprog findes der kun ét officielt anerkendt niveau under art, nemlig underart. Ofte bruger man dog begreber som "form" eller "race".
- I bakteriologisk fagsprog bruges "varietet" og "underart" i flæng.

## Eksempler på varieteter
- Beta vulgaris var. vulgaris (= Rødbede)
- Petroselinum crispum var. neapolitanum (= Glatbladet Persille)
- Pinus nigra var. corsicana (= Korsikansk Fyr)